# Herenhuis Vosseveld
Herenhuis Vosseveld is een gemeentelijk monument aan de Birkstraat 84 in de gemeente Soest in de provincie Utrecht.
In 1920 liet P.J.H. Roëll uit Utrecht op de plek van het vroegere Heuvel en Dael het huidige Vosseveld bouwen. Het neoclassicistische herenhuis op het reeds verkavelde landgoed werd ontworpen door architect D. Saal uit Alkmaar. Het pand werd vervolgens eigendom van de vereniging Trein 8.28 H.IJ.S.M. die er een vakantiekolonie voor zieke en zwakke kinderen uit de minder gegoede klasse van maakte. Ook aan de Kolonieweg in Soest had de vereniging in die tijd al een dergelijk vakantieoord. In 1924 werd de rechterzijgel van garage en fietsenberging verbouwd tot ziekenkamer. In de jaren hierna volgden nog meer verbouwingen. In 1960 werd bij Vosseveld een houten noodschool gebouwd die later zou uitgroeien tot de Prof. Fritz Redlschool, een school voor langdurig zieke kinderen.
Eind zestiger jaren van de vorige eeuw werd Vosseveld gekocht door het toenmalige Stads- en Academisch Ziekenhuis Utrecht, het latere UMC-Utrecht dat er de afdeling Kinder- en jeugdpsychiatrie in vestigde. 
Vosseveld ligt op een landgoed van bijna twee hectare aan het eind van een lange oprijlaan. Het bestaat uit een hoofdgebouw met topgevel van twee verdiepingen met een zolder. De toegangsdeur bevindt zich in het midden van de symmetrische gevel. Aan de rechterzijde is een vleugel in dezelfde stijl. In deze vleugel, die voor een groot deel onderkelderd is, bevindt zich de keuken. In het gebouw liggen zwart-witte plavuizen.
In 1993 werd aan de achterkant van het pand een nieuw pand van 3 verdiepingen gebouwd. Dit nieuwe pand was via een atrium verbonden met de achtergevel van Vosseveld. Om dat mogelijk te maken moest een groot karakteristiek balkon dat gedragen werd door een aantal betonnen zuilen worden afgebroken. In 2012 werd het pand met atrium achter Vosseveld weer afgebroken. In dat jaar werd Vosseveld aangekocht door zorgorganisatie Amerpoort die op het terrein van Vosseveld voorzieningen voor 32 kinderen en jongvolwassenen met een verstandelijke beperking heeft gebouwd. Het landhuis zelf doet thans dienst voor de huisvesting van personeel. De naam Vosseveld blijft zo verbonden met het kwetsbare kind.